# Shyla Jennings
Shyla Jennings (nascuda el 16 de juny de 1989 a Stuttgart, Alemanya) és una actriu pornogràfica alemanya.

## Biografia
Nascuda a Stuttgart, a la capital de Baden-Württemberg (Alemanya), el 1989, es refereix comunament a l'Estat de Texas com el seu lloc d'acolliment. Jennings va debutar en el porno en 2009 amb la pel·lícula Barely Legal 102, i ha rodat fins avui més de 220 pel·lícules. Jennings, que es declara obertament bisexual, s'ha destacat per les seves exclusives escenes de temàtica lesbiana. En general interpreta el paper d'una noia que s'inicia en els plaers del sexe amb dona més gran. En els anys 2014 i 2016 va ser la guanyadora en els Premis AVN a l'Artista lèsbiana de l'any.